# Cacia melanopsis
Cacia melanopsis är en skalbaggsart som beskrevs av Francis Polkinghorne Pascoe 1866. Cacia melanopsis ingår i släktet Cacia och familjen långhorningar. Inga underarter finns listade.